# أندريا فابري
أندريا فابري (بالإيطالية: Andrea Fabbri)‏ هو راقص على الجليد إيطالي، ولد في 5 أكتوبر 1992 في ميلانو في إيطاليا.

## وصلات خارجية
- أندريا فابري على موقع الاتحاد الدولي للتزلج (الإنجليزية)
- أندريا فابري على موقع الاتحاد الدولي للتزلج (الإنجليزية)
- أندريا فابري على موقع الاتحاد الدولي للتزلج (الإنجليزية)
- أندريا فابري على موقع الاتحاد الدولي للتزلج (الإنجليزية)
- أندريا فابري على موقع الاتحاد الدولي للتزلج (الإنجليزية)